# Mroźny wiatr
Mroźny wiatr (ang. Wind Chill, 2007) – amerykański horror z 2007 roku, w reżyserii Gregory'a Jacobsa. Premiera filmu miała miejsce 27 kwietnia 2007.

## Obsada
- Emily Blunt – Dziewczyna
- Ashton Holmes – Chłopiec
- Martin Donovan
- Chelan Simmons – Blondynka
- Ned Bellamy – kierowca pługu śnieżnego